# Estrongilídeos
ESTRONGILÍDEOS DOS EQUÍDEOS
Introdução
Os estrongilídeos são nemátodes intestinais vulgarmente designados assim por pertencerem à Ordem Strongylida, Superfamília Strongyloidea, Família Strongylidae. Na actualidade são considerados os parasitas do aparelho digestivo mais importantes dos equídeos por três razões principais:
a)Dsitribuição cosmopolita;
b)Prevalência elevada;
b)Grau de patogenicidade médio a elevado. 
Os mais conhecidos são os estrongilídeos dos equídeos, englobados nas sufamílias Strongylinae e Cyathostominae, que no total perfazem cerca de 70 espécies distintas.
Os estrongilídeos têm um ciclo biológico monoxeno, quer isto dizer que os equídeos são os hospedeiros definitivos e infectam-se com as formas larvares L3 destes nemátodes que se encontram à superfície das plantas ou em pequenas colecções de água quando aqueles se alimentam ou ingerem água. Pelo facto de os equídeos passarem muito tempo da sua vida em pastoreio, estes nemátodes são tipicamente parasitas de pastagem.  
São encontrados na forma adulta no intestino grosso, embora a suas formas larvares possam ter migrações mais ou menos complexas no organismo dos equídeos, com consequências patogénicas por vezes dramáticas, pois podem acarretar diarreia, emagrecimento e cólica, a síndrome gastrintestinal mais frequente nos cavalos e que por vezes pode ser fatal.